# Цендочір Цогтбаатар
Цогтбаатар Цендочір (монг. Цэнд-Очирын Цогтбаатар, нар. 16 березня 1996) — монгольський дзюдоїст, бронзовий призер Олімпійських ігор 2020 року, чемпіон світу та Азії.

## Виступи на Олімпіадах
| Олімпіада           | Дисципліна | Місце |
| ------------------- | ---------- | ----- |
| Ріо-де-Жанейро 2016 | до 66 кг   | 9     |
| Токіо 2020          | до 73 кг   | 3     |